# Antirrhea girondius
Antirrhea girondius är en fjärilsart som beskrevs av Jean Baptiste Godart 1823. Antirrhea girondius ingår i släktet Antirrhea och familjen praktfjärilar. Inga underarter finns listade i Catalogue of Life.